# Плиса (приток Березины)
Пли́са, также Плисса (бел. Пліса) — река в Минской области Беларуси, правый приток Березины. Протекает по территории Смолевичского и Борисовского районов.
Длина реки 64 км, площадь бассейна — 625 км², среднегодовой расход воды у устья — 4 м³/с. Уклон реки — 0,7 м/км. Истоки находятся на Минской возвышенности, в основном протекает по Центральноберезинской равнине.
Река начинается у села Слобода в 14 км к юго-западу от центра города Смолевичи. Верхнее течение проходит по Смолевичскому району, нижнее — по Борисовскиму. Основное направление течения — восток и северо-восток.
Наивысший уровень половодья в конце марта, наибольшая высота над меженным уровнем 2,6 м. Ледовые явления неустойчивые. Принимает сток из сети мелиоративных каналов. Долина в нижнем течении между деревнями Яловица Смолевичского района и Струпень Борисовского района извилистая, на остальном протяжении прямая, трапециевидная (ширина 0,8-1,2 км), ниже города Смолевичи до 2 км, между Жодино и деревней Яловица невыразительная. Склоны пологие, высотой 6-17 м, местами в среднем и нижнем течении крутые и обрывистые. Пойма от деревни Трубянок Смолевичского района до устья двухсторонняя (ширина 0,2-0,4 км), пересеченная сетью мелиоративных каналов и старых русел. Русло от истока до деревни Яловица канализировано, на остальном протяжении извилистое, свободно меандрирует. Берега крутые, местами обрывистые, преимущественно открытые.
Основной приток — Черница (справа). В Жодино и Смолевичах на реке образованы водохранилища.
Долина реки плотно заселена, река протекает большое количество населённых пунктов. Крупнейшие населённые пункты на реке — города Жодино и Смолевичи, в нижнем течении река протекает по южным пригородам города Борисов. Впадает в Березину у деревни Юшкевичи в 5 км к юго-востоку от центра Борисова.